# 대역전 (1983년 영화)
《대역전》(영어: Trading Places)은 미국에서 제작된 존 랜디스 감독의 1983년 코미디 영화이다. 댄 애크로이드, 에디 머피 등이 출연하였고, 에런 루소 등이 제작에 참여하였다.
1984년 제37회 영국 아카데미 영화상에서 덴홈 엘리엇과 제이미 리 커티스가 각각 남우조연상과 여우조연상을 받았다.

## 줄거리
펜실베이니아주 필라델피아 종합 증권 회사 듀크 앤드 듀크의 회장인 듀크 형제는 성실하고 똑똑한 자사 임원 루이스 윈소프가 현재 위치에 오른 것이 환경이 좋아서인지 원래 뛰어난 능력을 가져서인지 궁금해한다. 형제는 내기를 걸고 뒤에서 공작을 꾸며 윈소프의 인생을 그와 대조되는 사회 계층에 속한 노숙자 빌리 밸런타인의 인생과 고의로 맞교환한다.
이에 따라 밸런타인은 뜻하지 않게 대기업 임원이 되지만 윈소프는 약혼자인 퍼넬러피 위더스푼에게까지 외면당하는 등 모든 인맥이 다 끊어지고 주변 인물이라고는 오직 매춘부인 오필리아 단 한 사람만 남게 된다.

## 출연진
- 댄 애크로이드 - 루이스 윈소프 역
- 에디 머피 - 빌리 밸런타인 역
- 랠프 벨러미 - 랜돌프 듀크 역
- 돈 어미치 - 모티머 듀크 역
- 덴홈 엘리엇 - 콜먼 역: 루이스 윈소프의 집사.
- 제이미 리 커티스 - 오필리아 역
- 크리스틴 홀비 - 퍼넬러피 위더스푼 역
- 폴 글리슨 - 클래런스 비크스 역: 듀크 형제의 밑에서 일하는 보안 전문가.
- 로버트 커티스 브라운 - 토드 역
- 앨프리드 드레이크 - 증권 거래소 감독
- 제임스 벌루시 - 하비 역
- 보 디들리 - 전당포 주인 역
- 켈리 커티스  - 머피 역
- 프랭크 오즈 - 경찰관 역
- 리처드 헌트 - 윌슨 역
- 앨 프랭컨 - 기차 수하물 담당자 역
- 론 테일러 - 덩치 큰 흑인 남자 역
- 잔카를로 에스포시토 - 감방 동료 역

## 기타 제작진
- 협력 제작: 샘 윌리엄스, 어윈 루소
- 배역: 보니 티머먼
- 미술: 진 루돌프
- 의상: 데버라 너둘먼